# پروانکی‌های آند پرویی
پروانکی‌های آند پرویی (نام علمی: Macrosoma albipannosa) نام یک گونه از تیره شاپرک‌های آمریکایی است.